# Crush (chanteur)
Pour les articles homonymes, voir Crush.
 (septembre 2021).
Shin Hyo-seob, dit Crush (hangeul⁣ : 크러쉬), né le 3 mai 1992 est un chanteur hip-hop et R&B sud-coréen sous contrat avec P nation. Il débute en 2012 avec le single Red Dress et sort un album studio, Crush On You.

## Carrière
Crush débute avec le single Red Dress en featuring avec TakeOne le 7 décembre 2012. L'année suivante, il sort deux singles, Crush On You et 어디 갈래 (Where Do You Wanna Go) en collaboration avec Taewan et Gary.
En avril 2014, l'artiste sud-coréen sort un nouveau single intitulé 가끔 (Sometimes), puis collabore avec Gaeko pour le single Hug Me. Il étoffe son répertoire avec 잠 못드는 밤 (Sleepless Night) pour l'OST du drama de la SBS It's Okay, That's Love, single qui sort en août. Il sort la chanson SOFA en octobre.
En 2015, il collabore avec Zion.T pour le single 그냥 (Just). La chanson sort le 30 janvier 2015, et prend la première place du Gaon Singles Chart.
Il gagne le prix pour la Meilleure collaboration & unité aux 17e Mnet Asian Music Awards. En juillet, il sort le single Oasis où apparaît Zico de Block B. Il donne son premier concert solo Crush On You du 13 au 14 novembre.
Le 15 janvier 2016, Crush annonce son retour pour le 20 janvier, et la participation de Taeyeon des Girls' Generation au single: Don't Forget (잊어버리지마). Il sort le 22 janvier et célèbre sa première victoire au Show Champion le 27 janvier.
C'est la première victoire de sa carrière à une émission musicale.

## Vie privée
Le 23 août 2021, P-Nation confirme que Crush est en couple avec Joy de Red Velvet.

## Discographie

### Album studio
- Crush On You (2014)
- From Midnight To Sunrise (2019)

### EP
- Interlude (2016)
- Wonderlust (2016)
- Outside (2017)
- Wonderlost (2018)
- NAPPA 나빠 (2019)
- OHIO (2020)
- Begin Again Korea Episode.10 (Original Television Soundtrack) [Live] (2020)

### Singles

#### En tant qu'artiste principal
| Titre                                                   | Année | Album                    |
| ------------------------------------------------------- | ----- | ------------------------ |
| "Red Dress"                                             | 2012  | Non issu d'un album      |
| "Crush on You"                                          | 2013  | Non issu d'un album      |
| "Where Do You Wanna Go" (어디 갈래) (avec Gary, Taewan) | 2013  | Non issu d'un album      |
| "Sometimes" (가끔)                                      | 2014  | Crush on You             |
| "Hug Me" (featuring Gaeko)                              | 2014  | Crush on You             |
| "Sofa"                                                  | 2014  | Non issu d'un album      |
| "Just" (그냥) (avec Zion.T)                             | 2015  | Non issu d'un album      |
| "Oasis" (featuring Zico)                                | 2015  | Non issu d'un album      |
| "Don't Forget" (잊어버리지마) (featuring Taeyeon)       | 2016  | Non issu d'un album      |
| "9 to 5" (featuring Gaeko)                              | 2016  | Interlude                |
| "Woo Ah" (우아해)                                       | 2016  | Interlude                |
| "highfive" (avec Dynamic Duo, Primary, Boi B)           | 2016  | Non issu d'un album      |
| "Skip" (avec Han Sang-won)                              | 2016  | Non issu d'un album      |
| "Fall" (어떻게 지내)                                    | 2016  | Wonderlust               |
| "Summer Love"                                           | 2017  | Outside                  |
| "Outside" (featuring Beenzino)                          | 2017  | Outside                  |
| "Don't Be Shy" (featuring Sik-K)                        | 2017  | Outside                  |
| "Be by My Side" (내 편이 돼줘)                          | 2017  | Non issu d'un album      |
| "Bittersweet" (잊을만하면)                              | 2018  | Non issu d'un album      |
| "Cereal" (featuring Zico)                               | 2018  | Wonderlost               |
| "None"                                                  | 2018  | Non issu d'un album      |
| "Lay Your Head on Me"                                   | 2018  | Non issu d'un album      |
| "Nappa"                                                 | 2019  | Non issu d'un album      |
| "With You"                                              | 2019  | From Midnight to Sunrise |
| "Alone"                                                 | 2019  | From Midnight to Sunrise |
| "Mayday" (자나깨나) (featuring Joy)                     | 2020  | Homemade 1               |
| "Ohio"                                                  | 2020  | Non issu d'un album      |
| "Let Me Go" (놓아줘) (with Taeyeon)                     | 2020  | With Her                 |
| "Rush Hour" (featuring J-Hope)                          | 2022  | Non issu d'un album      |
| "Hmm-cheat" (흠칫)                                      | 2023  | Wonderego                |
| "Ego" (미워)                                            | 2023  | Wonderego                |
| "By Your Side"                                          | 2024  | Non issu d'un album      |

#### En tant qu'artiste collaboratif
| Titre                                                            | Année | Album                           |
| ---------------------------------------------------------------- | ----- | ------------------------------- |
| "No More" (Loco feat. Crush)                                     | 2012  | Non issu d'un album             |
| "Two Melodies" (뻔한 멜로디) (Zion.T feat. Crush)                | 2013  | Red Light                       |
| "You Can Stay" (그대로 있어도 돼) (Supreme Team feat. Crush)     | 2013  | Non issu d'un album             |
| "Blink (Remix)" (깜빡) (Gray feat. Crush, Elo, Jinbo)            | 2013  | Non issu d'un album             |
| "Shower Later" (Gary feat. Crush)                                | 2014  | Mr. Gae                         |
| "Stupid Love" (Rhythm Power feat. Crush)                         | 2014  | Wolmido Dogs                    |
| "JaJaJa" (YDG feat. Dynamic Duo, Crush)                          | 2014  | Non issu d'un album             |
| "Hold Me Tight" (감아) (Loco feat. Crush)                        | 2014  | Locomotive                      |
| "247" (일주일) (Junggigo feat. Crush, Zion.T, Dean)              | 2015  | Across the Universe             |
| "what2do" (Dean feat. Crush, Jeff Bernat)                        | 2016  | 130 Mood: TRBL                  |
| "No Sense" (No 눈치) (Sam Kim feat. Crush)                       | 2016  | I Am Sam                        |
| "Let's Play House" (몸만와) (Choiza, Primary feat. Crush)        | 2016  | Hobby                           |
| "Let It Be" (재방송) (C Jamm feat. Crush)                        | 2016  | Show Me the Money 5 Ep. 5       |
| "For You" (Penomeco feat. Crush, Punchnello)                     | 2016  | Non issu d'un album             |
| "Corona" (Punchnello feat. Crush)                                | 2016  | Lime                            |
| "Still" (남아있어) (Loco feat. Crush)                            | 2016  | Bleached                        |
| "Sometimes" (가끔) (Geeks feat. Crush, Giriboy)                  | 2016  | Fireworks                       |
| "Bermuda Triangle" (Zico feat. Dean, Crush)                      | 2016  | Television                      |
| "Laputa" (DPR Live feat. Crush)                                  | 2017  | Coming to You Live              |
| "Party (Shut Down)" (Sik-K feat. Crush)                          | 2017  | H. A. L. F. (Have.A.Little.Fun) |
| "So to Say" (말하자면) (Jinbo feat. Crush, Hoody)                | 2017  | KRNB2 Part. 2                   |
| "Love Story" (러브스토리) (Suran feat. Crush)                    | 2017  | Non issu d'un album             |
| "Clock Out" (퇴근) (Swings feat. Jay Park, Crush)                | 2017  | Non issu d'un album             |
| "Dongseong-ro" (동성로) (Rhythm Power feat. Crush)               | 2017  | Non issu d'un album             |
| "Sweaty" (SAAY feat. Crush)                                      | 2017  | Claassic                        |
| "Your Dog Loves You" (헷갈려) (Colde feat. Crush)                | 2018  | Your Dog Loves You              |
| "Peace" (평화) (Giriboy feat. Crush, Choi LB)                    | 2018  | hightechnology                  |
| "Slip N Slide" (미끌미끌) (SOMDEF feat. Crush)                   | 2018  | Some Definition of Love         |
| "Sunshine" (Hoody feat. Crush)                                   | 2018  | Non issu d'un album             |
| "One of Those Nights" (센 척 안 해) (Key feat. Crush)            | 2018  | Face                            |
| "No. 5" (Penomeco feat. Crush)                                   | 2018  | Garden                          |
| "Blue Hawaii" (Punchnello feat. Crush, Penomeco)                 | 2019  | ordinary.                       |
| "Lovedrunk" (술이 달다) (Epik High feat. Crush)                  | 2019  | sleepless in                    |
| "Now or Never" (지금이 아니면) (CIFIKA feat. Crush, Woo Won-jae) | 2019  | Non issu d'un album             |
| "Blue" (Dynamic Duo feat. Crush, Sole)                           | 2019  | Off Duty                        |
| "Make Her Dance" (Simon Dominic feat. Loopy, Crush)              | 2019  | No Open Flames                  |
| "Late Autumn" (만추) (Heize feat. Crush)                         | 2019  | Late Autumn                     |
| "I Been" (Berhana feat. Crush)                                   | 2019  | Han                             |
| "Starry Night" (BoA feat Crush)                                  | 2019  | Starry Night                    |
| "Darling" (Sik-K feat. Crush)                                    | 2020  | Headliner                       |
| "Missed Call" (부재중) (nov feat. Crush)                         | 2020  | Non issu d'un album             |
| "Jam and Butterfly" (DPR Live feat. Crush, eaJ)                  | 2020  | Non issu d'un album             |
| "For You" (Lee Hi feat. Crush)                                   | 2020  | Non issu d'un album             |
| "I Adore You" (Chan feat. Crush)                                 | 2022  | Look at Me !!!                  |
| "Circle" (Code Kunst feat. Crush)                                | 2023  | Remember Archive                |
| "Bleaching" (백화) (Millic feat. Crush)                          | 2023  | ~                               |
| "Right Now" (Coogie feat. Crush)                                 | 2023  | Non issu d'un album             |
| "900 Wasps" (Mount XLR feat. Crush)                              | 2023  | Forte / 900 Wasps               |
| "Yes or No" (GroovyRoom feat. Huh Yun-jin, Crush)                | 2024  | Non issu d'un album             |

### Apparitions sur des bandes originales
| Titre                                               | Année | Album                                  |
| --------------------------------------------------- | ----- | -------------------------------------- |
| "Sleepless Night" (잠 못드는 밤) (feat. Punch)      | 2014  | It's Okay, That's Love OST             |
| "Perhaps That" (아마도 그건) (with Loco)            | 2015  | Two Yoo Project Sugar Man Part 3       |
| "Beautiful"                                         | 2016  | Guardian: The Lonely and Great God OST |
| "Let Us Go" (둘만의 세상으로 가)                    | 2020  | Crash Landing on You OST               |
| "No Words" (어떤 말도)                              | 2020  | Itaewon Class OST                      |
| "Click Like" (feat. Paul Blanco)                    | 2023  | Street Woman Fighter 2 OST             |
| "Love You with All My Heart" (미안해 미워해 사랑해) | 2024  | Queen of Tears OST                     |

## Prix et nominations
| Année | Cérémonie                   | Catégorie                       | Œuvre nommée                 | Résultat   |
| ----- | --------------------------- | ------------------------------- | ---------------------------- | ---------- |
| 2016  | 17e Mnet Asian Music Awards | UnionPay Chanson de l'année     | Just (그냥) - Crush & Zion.T | Nomination |
| 2016  | 17e Mnet Asian Music Awards | Meilleure collaboration & unité | Just (그냥) - Crush & Zion.T | Lauréat    |

### Victoire dans des émissions musicales

#### Show Champion
| Année | Date       | Chanson                    |
| ----- | ---------- | -------------------------- |
| 2016  | 27 janvier | Don't Forget (ft. Taeyeon) |